# Municipio de Castle
El municipio de Castle (en inglés: Castle Township) es un municipio ubicado en el condado de McPherson en el estado estadounidense de Kansas. En el año 2010 tenía una población de 202 habitantes y una densidad poblacional de 2,16 personas por km².

## Geografía
El municipio de Castle se encuentra ubicado en las coordenadas 38°23′41″N 97°52′3″O / 38.39472, -97.86750. Según la Oficina del Censo de los Estados Unidos, el municipio tiene una superficie total de 93.7 km², de la cual 93,46 km² corresponden a tierra firme y (0,25 %) 0,24 km² es agua.

## Demografía
Según el censo de 2010, había 202 personas residiendo en el municipio de Castle. La densidad de población era de 2,16 hab./km². De los 202 habitantes, el municipio de Castle estaba compuesto por el 93,07 % blancos, el 0,5 % eran afroamericanos, el 0,5 % eran asiáticos, el 4,46 % eran de otras razas y el 1,49 % eran de una mezcla de razas. Del total de la población el 6,93 % eran hispanos o latinos de cualquier raza.